# Дунайка
Дуна́йка — село в Україні, у Сквирській міській громаді Білоцерківського району Київської області. Населення становить 33 особи.

## Історія
Назва походить від річки Дунайка, на якій стоїть село. Поселення існувало як слобода вже у першій половині XIX століття.
Парафіяльна церква Зачаття святої Анни у селі Рогізна.
На 1900 рік підпорядковувалося Чубинецькій волості Сквирського повіту, мало 240 мешканців та 39 дворів.

## Населення

### Мова
Розподіл населення за рідною мовою за даними перепису 2001 року:
| Мова       | Кількість | Відсоток |
| ---------- | --------- | -------- |
| українська | 33        | 100%     |